# Walter Ayoví
Walter Orlando Ayoví Corozo, född 11 augusti 1979 i Cantón Esmeraldas, är en ecuadorisk före detta fotbollsspelare som avslutade sin karriär i Guayaquil City. Mellan 2001 och 2017 representerade han även Ecuadors landslag i totalt 121 landskamper. Han är kusin med Jaime Ayoví, som även han spelade för Ecuadors landslag.

## Karriär

### Klubblag
Walter Ayoví kom till Emelec 2000 och vann ligan 2001 och 2002. Han spelade mellan 2003 och 2005 för Barcelona SC innan han skrev på för El Nacional där han återigen vann ligan 2006.
Efter tre säsonger så flyttade Ayoví till mexikanska Monterrey. Där vann han Liga MX två gånger och CONCACAF Champions League tre år i följd (2011-2013). Han lämnade klubben 2013 och spelade i Pachuca och Dorados de Sinaloa innan han återvände till Monterrey under 2016.

### Landslag
Walter Ayoví gjorde debut för Ecuadors landslag 7 juni 2001 och blev uttagen till VM 2002, dock utan att få någon speltid. Sitt första mål i landslaget gjorde han 6 juni 2007 i en vänskapsmatch mot Colombia. I kvalet till VM 2014 så spelade Ayoví i samtliga matcher. Han spelade även alla minuter i huvudturneringen där Ecuador åkte ut i gruppspelet.
31 mars 2015 gjorde Ayoví sin 100:e landskamp när Ecuador träningsspelade mot Argentina. Walter Ayoví har totalt spelat två VM samt fem upplagor av Copa América.

#### Internationella mål
| Nr | Datum            | Spelplats                                   | Motståndare | Mål | Resultat | Tävling           |
| -- | ---------------- | ------------------------------------------- | ----------- | --- | -------- | ----------------- |
| 1  | 6 juni 2007      | Estadio de La Condomina, Cartagena, Spanien | Colombia    | 0–1 | 3–1      | Vänskapsmatch     |
| 2  | 21 november 2007 | Estadio Olímpico Atahualpa, Quito, Ecuador  | Peru        | 1–0 | 5–1      | Kval till VM 2010 |
| 3  | 21 november 2007 | Estadio Olímpico Atahualpa, Quito, Ecuador  | Peru        | 4–0 | 5–1      | Kval till VM 2010 |
| 4  | 26 mars 2008     | Estadio La Cocha, Latacunga, Ecuador        | Haiti       | 2–1 | 3–1      | Vänskapsmatch     |
| 5  | 10 juni 2009     | Estadio Olímpico Atahualpa, Quito, Ecuador  | Argentina   | 1–0 | 2–0      | Kval till VM 2010 |
| 6  | 17 november 2010 | Estadio Olímpico Atahualpa, Quito, Ecuador  | Venezuela   | 3–0 | 4–1      | Vänskapsmatch     |
| 7  | 17 november 2010 | Estadio Olímpico Atahualpa, Quito, Ecuador  | Venezuela   | 4–0 | 4–1      | Vänskapsmatch     |
| 8  | 29 maj 2013      | FAU Stadium, Boca Raton, USA                | Tyskland    | 2–4 | 2–4      | Vänskapsmatch     |

## Meriter
Emelec
- Serie A: 2001, 2002

El Nacional
- Serie A: 2006

Monterrey
- Liga MX: 2009 (Apertura), 2010 (Apertura)
- CONCACAF Champions League: 2011, 2012, 2013